# Ле Плонжон, Огюст
Огю́ст Ле Плонжо́н (англ. и фр. Augustus Le Plongeon; 4 мая 1826, Джерси — 13 декабря 1908, Бруклин, Нью-Йорк) — американский авантюрист, фотограф, путешественник, археолог-любитель, один из пионеров изучения доколумбовых цивилизаций Америки. В 1856 году избран членом Калифорнийской академии наук, в 1878—1882 годах был действительным членом Американского общества антикваров, из состава которого вышел после конфликта с руководством.
О биографии Ле Плонжона до его переселения в Калифорнию в 1849 году достоверно не известно ничего. Первые годы он работал землемером и зарабатывал на сделках с недвижимостью, в середине 1850-х годов увлёкся фотографией, которой стал заниматься профессионально, одновременно с этим получил медицинское образование. В 1860-х годах переехал в Перу, где практиковал как врач, с 1868 года именовал себя доктором медицины. В Южной Америке впервые увлёкся археологией, сопровождая как фотограф Эфраима Скуайера. В 1873—1884 годах вместе с женой-англичанкой совершил несколько длительных путешествий по Мексике и Британскому Гондурасу. Последние десятилетия жизни провёл в Бруклине, пытаясь пропагандировать свои теории.
Известен своими псевдонаучными исследованиями цивилизации майя, провозгласив её родоначальницей древнеегипетской и мировой культуры вообще. Во многом это диктовалось его убеждениями: масон Ле Плонжон пытался доказать глубокую древность своего учения, изыскивая его корни в различных экзотических культурах далёкого прошлого. Также утверждал, что древние майя использовали электричество и телеграф. Однако фотографии руин Древней Америки, сделанные Ле Плонжоном, до известной степени сохраняют научную ценность, ибо фиксируют многие памятники, утраченные или повреждённые позднее. Ле Плонжон не воспринимался всерьёз профессиональными майянистами, а его публикации Майкл Ко называл «одиозными», они не способствовали дешифровке письменности майя и пониманию культуры этого народа.
Пропагандой работ Ле Плонжона занималась его жена Элис, урождённая Диксон (1851—1910). В современной историографии исследованиями фотоархива и научного наследия О. Ле Плонжона последовательно занимался антрополог Лоренс Гюстав Десмонд.

## Биография

### «Пропавшие годы» (1826—1848)
Как показало исследование Лоренса Гюстава Десмонда, по вопросу происхождения, образования и жизни Ле Плонжона до 1848 года вообще не существует проверяемых сведений. Его жена Элис, урождённая Диксон, со слов мужа утверждала, что Огюст родился на Джерси 4 мая 1826 года и был крещён как Огюст Анри Жюль Ле Плонжон. Отец — Франсуа Гийом Ле Плонжон — был офицером французского военно-морского флота, ставшим кавалером Ордена Почётного легиона. Мать — Франсис, урождённая Легро дю Рош, — была дочерью губернатора Мон-Сен-Мишеля. Осиротев в 1837 году, Огюст поступил в военное училище в Кане, а в 1841 году вступил в парижскую Политехническую школу, которую окончил с отличием в девятнадцатилетнем возрасте. Далее он купил небольшое судно, на котором потерпел крушение у берегов Чили. Путешественник смог устроиться в коллегиуме Вальпараисо, где обучал школяров рисованию и языкам, а также математике, и освоил испанский язык. Также он утверждал, что при первой же возможности отправился на корабле в Южные моря, посетил Гавайи и побережье Китая. Впрочем, Лев Клейн полагал эту часть его биографии вымышленной примерно в той же степени, что и у Шлимана.
Лоренс Десмонд установил, что на Джерси семейство Ле Плонжон не значилось ни в католических, ни в протестантских приходских архивах, не существует документальных подтверждений указанной даты рождения Огюста Ле Плонжона. Он не числился и в списках иностранных студентов Политехнической школы в 1840-х годах. Никаких документальных подтверждений его пребывания в Чили также не существует. Археолог Р. Эванс, не подвергая сомнению рождение Ле Плонжона на Джерси, не упоминал о его путешествии в Чили, полагая, что тот сразу перебрался в США. В монографии, выпущенной Л. Десмондом и Ф. Мессенджер в 1988 году, надёжность приводимых Элис Ле Плонжон-Диксон сведений не комментируется. В базе данных членов Ордена Почётного легиона находится дело Франсуа Гийома Клера Ле Плонжона (родившегося в Шербуре в 1789 году), ставшего кавалером ордена 28 апреля 1821 года.

### Калифорния (1849—1862)
Точная дата прибытия Ле Плонжона в Сан-Франциско в 1849 году неизвестна. По-видимому, молодого человека привлекла «золотая лихорадка». В декабре 1849 года он работал топографом в округе Юба (ныне Мэрисвилл), а его план города был утверждён в феврале 1851 года и сохраняется в местном архиве. В газете Marysville Herald и архивных записях упоминается работа Ле Плонжона, землемера, и не менее дюжины совершённых им сделок с недвижимостью. Известно, что из отведённых ему пяти участков на «E»-стрит номинальной стоимостью 1150 долларов он составил тридцатитысячное состояние, что позволяет объяснить, откуда он брал средства для своих путешествий. Далее Огюст получил подряд на планирование ещё одного города в долине Юбы и познакомился с коллегой Стивеном Филдом, который спустя тридцать лет был избран в Верховный суд и помог добиться разрешения на исследования Юкатана. Сохранились также дарственная 1854 года на три участка и дом на имя некой Марии-Эухении Кадис, «принимая во внимание доброту и гостеприимство» её покойного отца. Отношения Огюста с самой Марией совершенно неясны, в сохранившихся рукописях и переписке Ле Плонжона она никогда не упоминалась. В архиве Мэрисвилла Огюст последний раз упоминается в 1854 году в списке пожарных-добровольцев, рота которых состояла почти исключительно из лиц с французскими именами и фамилиями.
В 1855 году Огюст Ле Плонжон увлёкся фотографией. В газете San Francisco Daily Evening Bulletin от 20 октября 1855 года упоминается, что Плонжон владел «Галереей дагерротипов» и ввиду перегруженности работой искал помощников. В мае 1856 года реклама дагерротипии Ле Плонжона была помещена во франкоязычной калифорнийской газете, обращённой к сообществу эмигрантов. В этом объявлении единственный раз используется аббревиатура полного имени «A. S. L. Le Plongeon», которая отличается от полного имени, приводимого Элис Диксон. Лоренс Десмонд заметил, что полное имя путешественника, расшифрованное в некрологе, совпадает с полным именем Шлимана, что, вероятно, было сознательным решением самого Огюста. Не существует никаких свидетельств использования им второго имени, равно как значения инициалов «S.» и «L.» («Луи»?). Из газетных объявлений также известно, что 28 апреля 1856 года «месье Огюст Ле Плонжон» стал тридцать седьмым избранным членом Калифорнийской академии наук.
Существует очень мало сведений о деятельности Ле Плонжона в 1856—1862 годах. Элис Диксон утверждала, что Огюст успешно совмещал юридическую и врачебную практики. Сам Ле Плонжон стал с 1868 года именовать себя доктором медицины. Вероятно, он изучал врачебное дело на практике и получил квалификацию, поскольку даже недружественно настроенные оппоненты не ставили под сомнение его степень.

### Путешествия 1862—1872 годов

#### Перу
Имя Ле Плонжона вновь появляется в прессе 27 марта 1862 года в лимской газете El Comercio, где через два дня вышла большая рекламная статья. Больше в перуанской прессе упоминаний о нём не было. Своим клиентам Огюст заявлял об 11-летнем опыте работы фотографом-портретистом в Калифорнии, предоставлялся выбор техники съёмки, а при ателье даже устроили раздевалку и костюмерную. Элис Диксон утверждала, что Ле Плонжон практиковал как врач (особо упирая на водолечение и электротерапию) и в Перу, но документальных подтверждений этому не существует, за исключением случайного упоминания в переписке Огюста с Американским обществом антикваров. Его интерес к электричеству подтверждается неожиданным источником: в 1872 году в Нью-Йорке Ле Плонжон опубликовал статью о причинах землетрясений в Перу, в которой связывал подземные толчки с электромагнитными токами, разогревающими подножье земной коры в определённых местах. Иными словами, он был свидетелем великого землетрясения в Кальяо 13 августа 1868 года и пытался найти объяснение увиденному.
Из опубликованной переписки с руководством Американского общества антикваров 1877—1878 годов известно, что около 1863 года Ле Плонжон познакомился с археологом Эфраимом Скуайером и стал фотографировать для него древние памятники Перу. Огюст познакомил его с помещиками, во владениях которых имелись руины. Позднее Ле Плонжон обвинял бывшего работодателя в присвоении сделанных им фотоснимков и даже краже из частного музея теменной кости со следами древней трепанации. Из книги самого Скуайера можно понять, что Ле Плонжон сопровождал его при исследованиях Кахамаркакильи и Чан-Чана. Однако оригинальные негативы и отпечатки из Перу не отождествлены.

#### Женитьба
В 1870 году Огюст Ле Плонжон вернулся в Сан-Франциско, где прочитал в Калифорнийской академии наук серию лекций по археологии и сейсмологии Перу. В «Учёных трудах» Академии 1870 года перечислены лекции 15 августа (с демонстрацией древних черепов), 5 сентября (о древних руинах инков с демонстрацией фото), 5 и 19 декабря (о причинах землетрясений). О переезде путешественника в Нью-Йорк свидетельствует статья на первой полосе газеты New York Evening Mail от 2 марта 1871 года. Тогда Ле Плонжон занимался продажей вывезенных им из Перу двух картин Мурильо и одной Хуана де Кастильо.
Весной 1871 года Ле Плонжон обосновался в Лондоне. Здесь он познакомился с 19-летней Элис, урождённой Диксон. Диксоны (в семье, кроме Элис, было восемь братьев и сестёр) обитали на Олбани-стрит в Риджентс-парке, в доме № 112. Где и когда Элис и Огюст познакомились, неизвестно, но сама она утверждала, что их встреча была ей предсказана на спиритическом сеансе. Отец Элис — Генри Диксон (1820—1893) — был известным фотохудожником викторианской эпохи, запечатлевшим множество лондонских городских видов. В материалах переписи населения 1871 года Элис названа «ассистентом фотографа», далее семейное дело продолжил её брат Томас Джеймс Диксон, который профессионально занимался съёмками вплоть до кончины в 1943 году. Другой брат — Гарри Диксон — стал профессиональным художником и графиком-иллюстратором, его работы выставлены в Галерее Тейт. Элис первое время противилась замужеству, но далее решила ехать невенчанной с Огюстом в Америку. После прибытия в Нью-Йорк Элис согласилась выйти за Огюста замуж официально. Гражданская церемония была проведена в Бруклине 16 октября 1871 года мировым судьёй Форрисом. В брачном договоре был указан адрес: Марси Авеню, 403. Почти полтора года, проведённых в США, супруги потратили на подготовку к большому путешествию в Мексику.
Не существует сведений, почему Ле Плонжон сделал следующей целью своих путешествий территории в Мексике, населённые народами майя. Независимый исследователь Шон Макдениэл предположил, что этот интерес был связан с трудами аббата Брассёра де Бурбура, с которыми Огюст мог познакомиться в период 1863—1871 годов. В январе 1873 года Ле Плонжон представил в Американское географическое общество доклад «О параллелях между памятниками Древней Америки, Ассирии и Египта». В этом докладе была представлена концепция миграции майя в Азию, а затем основания ими аванпоста цивилизации в Египте.

### Путешествия по Центральной Америке (1873—1884)

#### Прибытие на Юкатан
В путевом дневнике Элис Ле Плонжон записи начинаются 6 августа 1873 года. Супруги прибыли на Кубу, откуда 4 августа отплыли в порт Прогресо. Оказалось, что на берегу свирепствует жёлтая лихорадка. Далее Ле Плонжоны разместились в Мериде в отеле «Меридиан», где пришли к выводу, что город вполне цивилизованный: супруги побывали на представлении оперы «Семирамида». Элис довольно быстро заразилась жёлтой лихорадкой, и Огюст больше недели служил при ней сиделкой. Оправившись, супруги осмотрелись на месте и с тех пор с крайним отвращением относились к последствиям испанского колониализма, с возмущением описывали жестокую эксплуатацию индейцев на асьендах. Они также сочли справедливой юкатанскую войну рас. Из-за нарушения санитарных правил Огюст угодил под суд, где пытался вести себя, как привык во время «золотой лихорадки» в Калифорнии. За оскорбление суда (он размахивал пистолетом) Огюст Ле Плонжон получил две недели тюремного заключения. Год, проведённый в Мериде, большей частью был посвящён расспросам очевидцев и работой в архивах, так как Огюст хотел запечатлеть памятники цивилизации майя и «разгадать её дух и смыслы». В 1879 году Ле Плонжон в путевых записках, обработанных Элис, прямо заявлял, что «начал работать на Юкатане с отчётливым намерением либо доказать, либо опровергнуть мысль, пришедшую мне на руинах Тиауанако, что континент, на котором мы обитаем, — и есть колыбель мировой цивилизации».
Супруги в некоторой степени овладели юкатекским языком и с ноября 1874 года стали ездить по стране, вакцинируя местное население от оспы. Это было санкционировано губернатором Либорио Иригойеном, поскольку на полуострове разразилась сильная эпидемия, но зарплата была символической, вакцину Ле Плонжону также пришлось заказывать за свой счёт. Таким образом супруги добрались до руин Ушмаля, были допущены на религиозные и светские праздники, некоторый доход приносили статьи Элис, публикуемые в American Antiquarian. В декабре 1873 года супруги отправились в Исамаль, где обнаружили крупный культовый центр, в котором католические обряды причудливо смешивались с языческими представлениями. Огюста заинтересовала индейская медицина, и он пришёл к выводу, что знахари не имеют разработанной системы врачевания, полагая, что причиной всех заболеваний является колдовство, с которым и нужно бороться.

#### Фотографирование Ушмаля
Первые фотографии мексиканских памятников были сделаны Ле Плонжоном в декабре 1873 года в деревне Муна, примерно в 15 милях от Ушмаля, где была примечательная церковь колониальной эпохи. Первое пребывание на руинах городища заняло всего два дня, после чего супруги уехали в Мериду.
В одном из писем 1902 года Огюст вспоминал, что намеревался делать стереопары, так как они давали более реалистическое представление о древних памятниках, «быть может, лучшее, чем если бы я непосредственно стоял перед ними». Супруги Ле Плонжон использовали стеклянные пластины 4 × 8 дюймов для стереопар и 5 × 8 дюймов для обычных фотографий. Такой формат позволял переносить с собой большее количество фотопластинок, а также использовать менее тяжёлую и габаритную камеру, более компактное проявочное оборудование и меньше химикатов. В основном негативы изготовлялись по технологии мокрого коллодия. Каждый из сотен и тысяч негативов обрабатывался индивидуально. Фотокамера Ле Плонжона была лишена затвора, поэтому длительность экспозиции (через снятие и возвращение на место крышки объектива) определялась только опытом фотографа. Например, при фотографировании дворца в Ушмале Ле Плонжон соорудил из стволов молодых деревьев 20-метровую вышку, на которую и установил фотокамеру. Далее фотопластинку прямо на месте покрывали коллодием, обрабатывали нитратом серебра, в чёрном ящике поднимали наверх и заряжали камеру, пока коллодий не высох и не потерял светочувствительности. После экспозиции фотопластину немедленно проявляли. Если результат был неудовлетворительным, процесс повторялся. При появлении удачного кадра вышку, камеру и проявочное оборудование передвигали для получения нового вида, чем занимались сами Огюст, Элис и их индейские помощники. На полное фотографирование фасада ушмальского дворца длиной 320 футов ушло несколько недель. Было получено 16 стереопар, а наиболее примечательные архитектурные детали фиксировались негативами формата 5 × 8 дюймов. Общее количество выполненных супругами фотографий едва ли поддаётся подсчётам, вдобавок значительная часть негативов не сохранилась, поскольку пластинки использовались повторно, что существенно сокращало массу необходимого багажа. Судя по анализу фотоснимков, Ле Плонжоны обследовали древний город три раза: сразу после прибытия, а также в 1876 и 1881 годах. Стереопары были выполнены в сезон 1876 года, а фотографирование деталей осуществлялось в 1881 году. Основная масса фотографий формата 5 × 8 дюймов относилась к 1873 году. В 1902 году Ле Плонжон изготовил 254 отпечатка фото из Ушмаля, которые передал в Американский музей естественной истории. 83 фотографии фиксировали «Дворец правителя», в том числе 16 — его западный фасад, ещё 43 снимка фиксировали храм на вершине «Пирамиды волшебника», 17 — «Женский монастырь», а 18 снимков запечатлевали конкретные архитектурные детали.
На территории городища в 1870-х годах была асьенда, где разводили крупный рогатый скот и выращивали сахарный тростник, общее число пеонов достигало пятисот. Супруги разбили лагерь в руинах «Дворца правителя» и занялись сначала оценкой общего плана городища и фотографированием панорамы. Огюст Ле Плонжон исходил из того, что он сможет понять структуру города, так как «человеческий разум и желания одинаковы во все времена, во всех странах, у всех рас, неважно какой цивилизации и культуры».
В 1881 году в нью-йоркском журнале New York World было опубликовано интервью с Огюстом относительно его работ с древними руинами. Из него следует, что Ле Плонжон использовал обычные для своего века методы. С одной стороны, он использовал умозрительный аналитический метод, что позволило ему рассчитать вместимость ушмальских резервуаров для дождевой воды. Исходя из потребностей человека XIX века, он подсчитал, что городское население могло составлять от 30 до 40 тысяч человек. Из того же интервью следует, что Ле Плонжон без колебаний использовал динамит, чтобы взрывать стены и проникать в предполагаемые скрытые помещения. Летом 1880 года произошёл скандал: в Мериде супругов посетили двое членов Американского общества антикваров, и в результате в местной прессе появилась заметка, что Ле Плонжон обнаружил скульптуру Чак-Мооля. Он заминировал скульптуру, чтобы её не утащили индейцы. Впрочем, и владельцы асьенд разрушали древние руины, поскольку нуждались в строительных материалах. Это вызывало беспокойство Ле Плонжона, и в 1884 году он возмущённо писал председателю Общества антикваров, что его двоюродный брат — американский консул — повредил древнюю фреску майя, ударив по ней мачете. По мнению Л. Десмонда, подобные демарши сыграли свою роль в выводе Ле Плонжона за пределы мейнстрима археологического исследования цивилизаций Мезоамерики.

#### Чичен-Ица
В Чичен-Ицу Ле Плонжоны прибыли через Вальядолид. Из-за партизанских вылазок повстанцев из Чан-Санта-Крус супруги задержались в городе от 20 мая до 21 сентября 1875 года и лишь затем отправились под охраной генерала Гильермо Паломино, будущего юкатанского губернатора. Непосредственно их сопровождали полковник Фелипе Диас, командующий восточной линией обороны, полковник Хосе Коронадо и две роты солдат. Первый сезон в Чичен-Ице продлился пять месяцев, от 27 сентября 1875 года и до февраля следующего года. Супругов разместили на заброшенной асьенде, которую укрепили от нападений повстанцев. Огюст в сентябре 1875 года сильно недооценил объём работ, полагая на основе отчётов предшествующих путешественников, что трёх недель на разведку будет вполне достаточно. Когда срок истёк, полковник Диас вооружил нанятых Ле Плонжонами индейцев, а сами путешественники поселились в здании заброшенной церкви в близлежащей деревне Писте, расположенной в лиге от руин. Из-за восстания Теодозио Канто было решено эвакуировать всех белых, а индейские воинские части разоружить. Тем не менее Огюст сообщал президенту Мексики Лердо де Техаде, что за пять месяцев сделал 500 стереоскопических изображений, 80 из которых приложил к посланию. Именно в этом послании он заявил, что на сфотографированных им рельефах якобы содержится изображение постройки телеграфной линии, соединившей в доколумбовы времена Саки и Хоо. Объём проделанной Огюстом и Элис работы был очень значительным: они сфотографировали каждое из отдельно стоящих зданий, запечатлев также общие виды, барельефы и иные примечательные детали. Огюст скопировал на кальку фрески верхнего Храма ягуаров, сделал слепки 90 рельефов, из которых наиболее объёмным был 13-метровый фриз с иероглифической надписью в Красном Доме, а также рельефы платформ Венеры и Орлов. Был найден и полутораметровый Чак-Мооль, для перевозки которого пришлось сконструировать специальную повозку.
Руины Чичен-Ицы сильно заросли тропическими деревьями, поэтому Ле Плонжон начал с найма местных пеонов, которые при помощи мачете освобождали поверхность древних зданий от поросли. С другой стороны, заросли позволяли добираться до самых высоких точек и фотографировать примечательные детали и скульптуры. Особое внимание было уделено так называемой «Ла Иглесия» с гребенчатой крышей и «Храму ягуаров» с его фигурами «атлантов» и колоннами в форме змеев. Именно в 1875 году Огюст открыто стал именовать себя реинкарнацией жрецов древних майя и пытался убедить в этом местных индейцев.
Бо́льшую часть 1876 года супруги Ле Плонжон провели в Мериде, пытаясь добиться разрешения вывезти Чак-Мооля для экспонирования на Столетней выставке в Филадельфии. В июле они вновь посетили Ушмаль, провели восемь дней в Мотуле и Аке, но из-за острого приступа малярии у Элис вернулись к цивилизации. Дело о вывозе скульптуры продолжилось и после прихода к власти Порфирио Диаса, пока, наконец, в 1878 году скульптура не была вывезена в Мехико, а все претензии Ле Плонжона оказались отвергнуты. В том же 1878 году Ле Плонжона избрали действительным членом Американского общества антикваров.

#### Юкатан — Британский Гондурас
20 ноября 1876 года Элис и Огюст отправились исследовать восточное побережье Юкатана и отплыли на Исла-Мухерес, прибыв в залив Долорес 2 декабря. Их главной целью был древний город Экаб, о существовании которого они знали из труда Когольюдо. Местные жители считали их кладокопателями. Тем не менее Огюсту удалось составить план одного из храмов, в руинах которого он обнаружил 28 декабря терракотовую статуэтку. Ле Плонжон очень хотел посетить Тулум, но это было невозможно: городище находилось на территории восставших из Чан-Санта-Крус. Взамен супруги обосновались на Косумеле, где пробыли с февраля по июнь 1877 года. Пришлось ютиться в заброшенной соломенной хижине. Исследователей поддерживал приходской священник отец Рехон, который помогал Огюсту, когда тот сильно поранился при обследовании священного сенота и потерял много крови.
Далее на лодке контрабандистов табака Ле Плонжоны отправились в Белиз, что было опасно из-за близости территорий, занятых повстанцами. О пребывании Огюста и Элис в британских владениях в течение полутора лет существуют только отрывочные сведения. Неизвестно, смогли ли они посетить независимый Гондурас, но оттуда происходят некоторые предметы коллекции, ныне экспонируемые в Музее Пибоди. Судя по переписке, ещё в 1876 году Ле Плонжон очень хотел посетить Копан, но этого так никогда и не произошло. В Белизе супруги вели светскую жизнь, открыли процветающее фотоателье, Элис прочитала лекцию с диапозитивами Огюста, на которой присутствовали все первые лица колонии. К тому времени они стали испытывать недостаток средств и хлопотали о продаже в Лондоне сделанных ими фотографий (при посредничестве отца Элис); Ле Плонжон заявил, что утаил в Чичен-Ице несколько произведений искусства майя, которые намеревался сбыть в музей или заинтересованным коллекционерам.

#### Нью-Йорк — Мехико
В апреле 1880 года Ле Плонжоны на короткое время вернулись в Нью-Йорк, рассчитывая найти спонсора. Впрочем, Л. Десмонд считал, что главной причиной были тяжёлые заболевания: малярия у Элис и жёлтая лихорадка у Огюста. Поездка оказалась успешной: путешественники получили финансовую поддержку и протекцию в Вашингтоне со стороны Стивена Филда, знакомого с Огюстом ещё по Сан-Франциско. Огюст хотел при содействии федерального правительства добиться права проникнуть на территории, контролируемые повстанцами на Юкатане, хотя бы в Тулум. Влиятельные покровители вывели Ле Плонжона на президента Мексики Порфирио Диаса, чтобы получить поддержку со стороны Мехико. Уже 8 июля 1880 года супруги вернулись в Прогресо, откуда направились в мексиканскую столицу. 25 сентября Огюст Ле Плонжон был принят Порфирио Диасом, который встретил авантюриста весьма милостиво и предоставил право на вывоз выполненных слепков и чертежей за пределы страны. Однако обнаруженные ценности и произведения искусства должны были остаться собственностью Мексики. В конце октября Огюст и Элис ещё раз встречались с президентом уже в неофициальной обстановке, при этом присутствовал и американский министр. Далее Ле Плонжон прочитал несколько лекций в Национальном музее. 2 ноября 1880 года произошла ссора с французским путешественником Дезире Шарне, который демонстративно покинул посольский бал, данный в честь Элис Ле Плонжон.

#### Последние годы на Юкатане
Следующим объектом приложения сил Ле Плонжонов стало городище Майяпана, по результатам обследования которого Огюст опубликовал в 1881 году статью о майянской эпиграфике. Финансировало поездку американское посольство, очень гостеприимным оказался владелец асьенды дон Висенте Солис де Леон, на территории которого и располагались руины. Огюст очень увлёкся письменностью майя, отстаивал её фонетический характер и полагал, что «алфавит де Ланда» является ключом к её прочтению. Зная о методе Шампольона, он усердно искал каменные стелы с иероглифами, надеясь обрести многоязычную надпись, но тщетно. Далее путешественник отождествил искусственный курган близ пирамиды Кукулькана с астрономическим гномоном. Изучая методы постройки, он разделил историю архитектуры майя на «классический» и «постклассический» периоды.
Ещё в 1880 году Огюст Ле Плонжон свёл знакомство с генералом Луиджи Пальма ди Чеснола, который тогда был директором Метрополитен-музея. Чеснола загорелся идеей устроить выставку искусства майя, используя слепки и живописные копии Огюста из Ушмаля. Супруги отправились в древний город сразу после окончания работ в Майяпане. Слепки были сделаны, однако во время посещения Нью-Йорка в 1881 году оказалось, что они были небрежно свалены в подвале, что привело к серьёзной ссоре. Некоторой компенсацией (в том числе финансовой) оказалось использование фотографий Ле Плонжона на Американской археологической выставке в Мадриде. За четыре месяца, проведённых в США, супруги смогли получить достаточно средств на издание книги и продолжение работ на Юкатане. При этом неуклонно ухудшались отношения с Американским обществом антикваров, которое отдавало предпочтение работам Д. Шарне и Луи Аймса. Наконец, в июне 1882 года Ле Плонжон официально уведомил правление о выходе из состава Американского общества антикваров и прекращении любого сотрудничества с ним. Он также потребовал вернуть ему все предметы, которые отдавал в Общество «на сохранение». Подробности конфликта мало документированы, в частности, не ясно, лежали в его основе личные или профессиональные мотивы. Попутно Ле Плонжон рассорился с Филиппом Валентини — авторитетным майянистом того времени, обвинив его в присвоении своих гипотез о мексиканском календаре и публикации своих фотографий без разрешения и компенсации. Однако Ле Плонжон сохранил поддержку влиятельного бизнесмена и политика Стивена Солсбери, который был близок к руководству Общества.
Сезон 1883 года Ле Плонжоны провели в Чичен-Ице, испытавшей серьёзное нашествие саранчи, которая опустошила всю округу. Множество крестьян из-за этого осталось без работы, и Огюст решился нанять их как копателей на археологическое обследование Платформы Венеры. Поскольку этот объект напоминал Платформу Орлов, где была найдена статуя Чак-Мооля, Ле Плонжон предположил, что и в недрах Платформы Венеры захоронена аналогичная скульптура. Статуя действительно была обнаружена на восьмой день работ примерно в центре платформы на глубине окружающей местности, далее она поступила в Музей Мериды. Затем Элис и Огюст переключились на фрески Храма Ягуаров, на которых обнаружили лица «с семитскими чертами лица» и с бородами. Их копии-реконструкции сильно отличались от копий Аделы Бретон, которые выполнялись начиная с 1901 года: разнились трактовки одеяний, пропорций и расположения фигур. Огюст заявил, что на фресках запечатлена история царицы Му и её брака с принцем Кокомом, после гибели которого от рук брата Аака вдова бежала в Египет, где и стала богиней Изидой. Этот сюжет стал основой очередной книги Ле Плонжона, в которой он однозначно выводил истоки цивилизаций майя и Древнего Египта из Атлантиды. Эту последнюю он называл «Му». Судя по позднейшим публикациям Элис Ле Плонжон, супруги совершенно серьёзно считали себя современными реинкарнациями принца Кокома и царицы Му.

### Последние десятилетия (1885—1908)
В 1884 году супруги Ле Плонжон навсегда вернулись в США и поселились в Бруклине. Элис Ле Плонжон оценила расходы на их 12-летние путешествия по Мексике в 50 000 долларов. В том же году Огюст и Элис получили приглашение в Новый Орлеан, где директор спонсируемой мексиканцами выставки Берк предложил воссоздать один из храмов майя. Однако он потребовал от Огюста 5000 долларов, которые не могли выплатить ни Порфирио Диас, ни Смитсоновский институт. От предложения пришлось отказаться. В 1886 году Элис опубликовала путевые записки о путешествии на Юкатан, а сам Огюст — книгу «Священные мистерии», в которой попытался связать цивилизации майя и Древнего Ближнего Востока и проследить связь их с масонством. В 1887 году вспыхнул конфликт Ле Плонжона и Американской ассоциации содействия развитию науки, когда вице-президент антропологического отдела Дэниел Бринтон в небрежной форме отказал Элис в просьбе прочитать серию лекций о Юкатане во время августовской сессии Ассоциации. Уже в 1890-х годах вражда Ле Плонжона и Бринтона вылилась на страницы газет, когда они дискутировали о единицах измерения у древних майя: Огюст утверждал, что индейцы имели представление о метрической системе. Ле Плонжон дважды предлагал устроить публичные дебаты, в том числе по вопросам «алфавита Ланды» и дешифровке иероглифики, и был «невеликодушно», по выражению Роберта Бранхауса, проигнорирован. В отместку он напрямую нападал на Бринтона в предисловии к книге «Царица Му и Египетский сфинкс», а в 1902 году выступил против публикации «Словаря из Мотуля», поскольку его редактором выступал скончавшийся к тому времени Бринтон.
Материальное положение Ле Плонжонов было шатким. Все накопленные Огюстом средства были истрачены во время путешествий, ему не удалось получить ни академического признания, ни восторгов широкой публики, ни постоянного места работы. Большая часть написанных книг и статей отвергалась издательствами и редакциями журналов. Элис Ле Плонжон в 1900 году жаловалась «на заговор профессоров-консерваторов»: жить приходилось на нерегулярные гонорары и роялти от продажи «Священных мистерий». На частные пожертвования в 1896 году была опубликована «Царица Му и Египетский сфинкс». На средства, вырученные от цикла лекций в Лоуэлловском институте, в 1890 году Огюст и Элис смогли на пару месяцев съездить к родственникам в Лондон и вновь посетили Британию в 1897 году. Во время краткого пребывания в Лондоне в сентябре 1890 года семейство Ле Плонжонов оказалось связано с Теософским обществом и его главой Еленой Блаватской. Элис была ею приглашена прочитать лекцию в лондонской ложе о своих открытиях, но общего языка с теософами не нашла, хотя и получила приглашение печататься в журнале «Люцифер». В 1902 году Ле Плонжоны выставили на продажу семь памятников скульптуры майя, вывезенных с Юкатана двадцатью годами ранее, включая голову и торс из Ушмаля, однако в коллекцию Американского музея естественной истории поступила только одна из них.
В начале 1900-х годов Огюст всё больше страдал от стенокардии. В 1905 году и Элис жаловалась на последствия заболевания малярией и жёлтой лихорадкой. По сведениям, приведённым в некрологе газеты Brooklyn Daily Eagle, Огюст Ле Плонжон последний год своей жизни был не в состоянии передвигаться самостоятельно и даже спать был вынужден сидя в кресле; сиделками попеременно служили Элис и её подруга-почитательница Мод Блэквелл. Он скончался 13 декабря 1908 года в своей квартире на 90-й Стейт-стрит в Бруклине. 14 декабря тело было кремировано. В некрологе упоминалась неопубликованная рукопись «Pearls in Shells», которую ещё в 1931 году видел Мэнли Холл, но затем трактат, вероятно, был утерян. Его вдова утверждала, что уже через пять дней после кончины Огюста наладила с ним телепатический контакт и что он был счастлив в посмертии. Во время поездки в Лондон в январе 1909 года Элис развеяла прах Огюста над Атлантическим океаном и пристроила его некролог в парижском «Журнале общества американистов». Самой Элис весной 1910 года был поставлен диагноз «рак груди», и она отправилась прощаться к родственникам в Лондон. Также она смогла опубликовать поэтический трактат «Тайна Египта» в одном из теософских журналов. В середине мая она вернулась в Нью-Йорк, и уже в пути состояние её стало критическим. Встречавший её Джеймс Чёрчвард смог устроить вдову в женскую больницу, где она и скончалась 8 июня 1910 года в возрасте 58 лет. Некролог, написанный Мод Блэквелл, был опубликован в New York Times.

## Атлантида, диффузионизм, масонство: оккультные теории Ле Плонжона

### Исторический и мировоззренческий контекст
По словам историка искусства Р. Эванса, в 1880-е годы археология в США стала средством конструирования американской идентичности. В общественном сознании активно распространялась идея, что Америка является древней прародиной цивилизованного человечества, не уступающего европейскому и ближневосточному. Ле Плонжона Р. Эванс именовал «последним из великих археологов-любителей» эпохи зарождения центральноамериканской археологии. Безудержности фантазии Ле Плонжона в немалой степени способствовал разрыв между прогрессом в техническом изучении древностей (появление полевой фотографии и гипсового литья для снятия копий скульптур) и отсутствием прогресса в понимании этнической картины древней Мезоамерики и систематизации языков этого региона. По мнению Р. Эванса, Стефенс лучше понимал культуру древних майя, нежели кто-либо из его последователей. Это накладывалось на контраст между бедностью и перманентной политической нестабильностью в Мексике и беспрецедентным экономическим и политическим возвышением США после гражданской войны Севера и Юга. Иными словами, нуждающаяся в национальном мифе Америка легко восприняла идеи диффузионизма, представленного в первую очередь трудами миссионера Брассёра де Бурбура, в которых Америка представала «континентом — праматерью культур». Фотографии и поэтические тексты Ле Плонжона как будто бы доказывали концепции аббата.
Основной целью Ле Плонжона изначально было доказательство теории диффузии культур, для чего следовало подтвердить высочайший уровень развития цивилизации майя. Это сразу привело к скандальной истории: рассмотрев рельефы на здании «Акаб Циб» в Чичен-Ице, Огюст Ле Плонжон заявил, что орнаменты в форме вервия на самом деле изображают древнюю телеграфную систему. Это утверждение показалось абсурдным даже для самых благорасположенных к Ле Плонжону современников. Самому Огюсту столь громкие заявления (нет сомнения в их искренности) были необходимы для доказательства несуществования прогресса и того, что материнская цивилизация создала не только все формы всех мировых культур, но даже и все существующие технические достижения. Иными словами, для Ле Плонжона в высшей степени характерен презентизм — проецирование на далёкое прошлое окружающей его современности. Это накладывалось на его мистическое мировоззрение, что объясняет, почему в 1875 году на раскопках Чичен-Ицы Огюст пытался убедить индейских рабочих, что уже был могущественным жрецом майя в предыдущем перерождении и что якобы его изображение украшает верхний храм пирамиды Эль-Кастильо. Впрочем, именно в очерках 1870-х годов Ле Плонжон утверждал, что сознательно вводил индейцев в заблуждение, поскольку решил воспользоваться наличием в руинах изображений «атлантов» с длинными бородами. Якобы он встал рядом со статуей в той же позе и обратил на это внимание рабочих, которые прониклись к нему величайшим почтением. В позднейших воспоминаниях, зафиксированных Эдвардом Томпсоном в 1931 году, мистический элемент, скорее, связывался с уверенностью Ле Плонжона, на каком именно участке можно отыскать древние скульптуры или украшения.
Супруги Ле Плонжон рано стали использовать мифологический элемент в своих сочинениях. В 1886 году вышла книга путевых записок Элис «Здесь и там на Юкатане», где содержится много описаний современных магических практик майя (в частности, сглаза), а также рассуждения о древнем месмеризме и оккультизме. Елена Блаватская даже приводила Ле Плонжонов как пример успеха и практической действенности «метафизической археологии», когда материальные останки выявляются «духовным оком».

### Масонство
В историографии проводится тесная связь между взглядами Ле Плонжона на индейские древности и его масонством. Биограф Л. Десмонд отмечал, что не приходится сомневаться, что Огюст Ле Плонжон являлся членом ложи, ибо в архиве сохранилась его фотография в масонском фартуке и с регалиями. Это же фото — единственное непосредственное свидетельство, указывающее на принадлежность Ле Плонжона к иоанновской («голубой») ложе, где он представлен в регалиях мастера-масона. В масонском символизме архитектура занимала особое место. Представления о том, что в Храме Соломоновом зашифровано устройство мироздания, проецировались на памятники других культур. В книге «Священные мистерии майя и киче» 1886 года Ле Плонжон однозначно заявил, что в руинах майя нашёл доказательства, что древние индейцы практиковали масонские ритуалы ещё 12 тысяч лет назад. «Доказательствами» выступали фризы в виде черепов и костей, скульптура в «фартуке» и другие особенности искусства стиля Пуук. Эту скульптуру якобы видели американские дипломаты: консул в Мериде Айм и бывший сотрудник посольства в Мехико Блисс, после чего Ле Плонжон заявил, что закопал статую. Как установил при исследовании негативов Ле Плонжона Л. Десмонд, опубликованные фото были подретушированы, а другие приводимые Огюстом подробности легко могут быть истолкованы совершенно по-другому. На фризе из Ушмаля не было скрещённых костей. Впрочем, в дальнейшем Ле Плонжон не пытался отыскать новых «доказательств», переключившись на древние связи мира майя с Древним Востоком.
В диссертации Джесси Лернера приводятся сведения, что в 1928 году некто Гарольд Эмерсон основал в Бруклине ложу, которая практиковала якобы майянские ритуалы и предлагала своим адептам занятия иероглификой. Впоследствии ложа даже пыталась использовать индейскую астрологию для предсказаний судьбы рузвельтовского «Нового курса». Связь подобных воззрений с трудами Ле Плонжона представлялась автору очевидной. Ле Плонжон первым ввёл термин «наакал», под которым понимал жрецов-миссионеров майя, принёсших свет цивилизации Индии и Египту. По уверениям Ле Плонжона, память о «повелителях змей» сохранилась в бирманских преданиях о нагах. Оккультист-масон Джеймс Чёрчвард придал термину принципиально другое значение, при этом Р. Эванс не сомневался, что миф о древнем царстве Му был заимствован именно у Ле Плонжона, с которым писатель тесно общался и получил по завещанию некоторые рукописи. Впрочем, книги Чёрчварда, по определению Эванса, были «ещё более спекулятивными».

### «Царица Му»: мифология Ле Плонжона
Обнаружив в Чичен-Ице статую Чак-Мооля, Ле Плонжон объявил, что это статуя правителя города, «истинный портрет человека, прожившего земную жизнь». Далее Ле Плонжон обнаружил в Храме ягуаров (над площадкой для игры в мяч) сложную фреску, сюжеты которой объявил ключевыми для понимания истории правителя Чак-Мооля. Современные майянисты до конца не раскрыли значение данных изображений, хотя существует предположение, что это память о разграблении города Пьедрас-Неграс в IX веке. Ле Плонжон выделил в батальной сцене некую фигуру, назвав её «принцем Акохом», которого отождествил с Чак-Моолем. Битва, по его словам, происходила между принцем Акохом и его злейшим врагом — родным братом, принцем Ааком, правителем Ушмаля. После поражения и убийства Акоха его вдова — Кинич Какмо, известная как «царица Му», — бежала из Мексики, чтобы не выходить замуж за Аака. В конечном итоге царица обосновалась в Египте, а без её добродетельного правления страна Му, то есть Чичен-Ица, быстро впала в запустение. В Египте царица обрела новое имя — Исида — и стала основательницей египетской государственности. Статуя погибшего мужа Чак-Мооля стала последним монументом, воздвигнутым ею на земле Америки. В Египте она продолжила его увековечение, самым ярким памятником является Большой сфинкс. По мнению Р. Эванса, данный сюжет был проекцией скорби королевы Виктории по своему супругу Альберту, которая достигла наивысшего уровня именно в 1880-х годах, когда разрабатывалась ле плонжоновская мифология. В начале XX века Элис даже написала пьесу «Падение майя: трагическая драма древней Америки» на тот же сюжет.
Последовательное изложение своей мифологии (дополняемой с течением времени) Огюст Ле Плонжон представил в трёх книгах: «Останки майя, или факты, свидетельствующие о том, что теснейшие сношения и сообщения должны были существовать в очень отдалённые времена между жителями Майяба и таковыми же в Азии и Африке» (1881), «Священные мистерии майя и киче 11 500 лет назад: их связь со священными мистериями Египта, Греции, Халдеи и Индии» (1886), и «Царица Му и египетский сфинкс» (1896). Стиль этих трудов Р. Эванс характеризовал как «тяжеловесно-назойливый и авторитарный». В основе лежала гипотеза Брассёра де Бурбура о генеральной роли цивилизаций Центральной Америки для развития мировой цивилизации. Однако, в отличие от путевых записок Стефенса и Казервуда, Книги Мормона или отчёта Дезире Шарне, труды Ле Плонжона не вышли за пределы узкой аудитории, интересовавшейся мистикой, а не американистикой. После выхода в свет «Останков майя» некий издатель прямо заявил Огюсту, что «читателей эта тематика не волнует», чем сильно его оскорбил. «Царицу Му» пришлось печатать за собственный счёт, хотя Элис пыталась привлечь к проекту Фиби Херст, мать Уильяма Херста, с которой была знакома по Теософскому обществу. Она в особенности упирала, что признание теорий Огюста «закрепит за Америкой её истинное место среди других народов».
Р. Эванс отмечал, что до дешифровки письменности майя было типичным «соединение мошенничества с подлинностью». Фотографии, кальки и слепки Ле Плонжона демонстрируют очень раннее применение неразрушающей технологии для фиксации древних памятников, хотя слепки он ценил больше, чем фотофиксацию. Однако оказалось, что даже фотографии древних объектов оказывались «скомпрометированными» после воспроизведения в причудливых сочинениях Огюста. В частности, он почти никогда не указывал, где именно расположены те или иные постройки, а воспроизводимые детали даны без какой-либо привязки к соответствующим строениям, с которых они были сфотографированы. Некоторые фото сильно ретушировались, а «реконструкция» Платформы Венеры вообще была вымышленной от начала до конца. В этом плане фотопубликации Ле Плонжона ничем не отличались от фантастических рисунков Вальдека, и точно так же иллюстративный ряд встраивался в конкретную модель нарратива.
Рассматривая нарративную стратегию Ле Плонжона, Р. Эванс проводил параллели с опытом основателя мормонства Джозефа Смита и ставшего респектабельным археологом Генриха Шлимана. В случае Ле Плонжона, как и Смита, «доказательства» их правоты были доступны лично им — или узкому кругу посвящённых. Дж. Смит утверждал, что получил откровение о древнейших обитателях Америки на золотых скрижалях. Ле Плонжон в 1885 году объявил, что раскопал в Чичен-Ице мавзолей верховного жреца Кая (брата Акоха), где обнаружил майянские рукописи, якобы фиксировавшие исконные ритуалы масонства. Он объявил себя ведомым Провидением, поскольку рукописи должны явиться в мире только тогда, когда человечество наилучшим образом станет подготовлено к откровению. Литературные опыты Элис Ле Плонжон Р. Эванс истолковывал как очередную попытку создания американского эпоса, «в духе Макферсона». Однако эта попытка была обречена на неудачу, так как письменное наследие майя было чрезвычайно ограниченным. Современником Ле Плонжона был Генрих Шлиман, который также приступил к поискам древней Трои, априори предполагая истинность сведений гомеровского эпоса. Будучи успешным предпринимателем, Шлиман умело рекламировал свои действительные достижения. Р. Эвансу удалось обнаружить несомненную связь между фотографией Софии Шлиман в украшениях из «Клада Приама» и фото Элис Ле Плонжон, которое её муж сделал в 1881 году. В последнем случае супруга первооткрывателя зафиксирована с нефритовым украшением майя, которое Огюст называл «талисманом царицы Му». Композиция фото Ле Плонжона явно повторяет шлимановский прототип.

### Историко-лингвистические воззрения Ле Плонжона
По выражению Роберта Бранхауса, хотя Ле Плонжон не сомневался в существовании в далёком прошлом Атлантиды, она не играла важной роли в его концепции. Свет цивилизации несли миру не уцелевшие после гибели их страны атланты, а майя из Центральной Америки. Тем не менее Элис Ле Плонжон в одной из публикаций утверждала, что Огюст изучал и «переводил» «Кодекс Троано», откуда извлёк следующий текст:

В 6-м году к’ан, 11-й день мулук, в месяце сак началось страшное землетрясение и продолжалось без перерыва до 13 куэн. Страна Глиняных Холмов, Земля Му, была принесена в жертву. Испытав двукратные сильные колебания, она внезапно исчезла в течение ночи; почва непрестанно тряслась под действием подземных сил, поднимавших и опускавших её во многих местах, так что она оседала; страны отделялись одна от другой, потом рассыпались.
Не в силах противостоять этим страшным содроганиям, они провалились, увлекая за собой 64 миллиона жителей. Это произошло за 8050 лет до написания этой книги.

Придерживаясь доктрины диффузионизма, Ле Плонжон заявлял, что все успешные миграционные потоки направлялись исключительно в западном направлении, противоположном направлению оборота земного шара вокруг оси. Миграции в восточном направлении не были успешными, так как пришельцы поглощались преобладающим местным населением и оставляли лишь единичные следы своего присутствия. Таким образом, гибель Атлантиды не отразилась на цивилизации Центральной Америки, а далее жрецы-цивилизаторы пересекли Тихий и Индийский океаны, высадились в Месопотамии, основали колонии в Сирии и Египте и обошли кругом всё Средиземное море, неся язык, традиции, космогонические мифы, знания об астрономии и календарные расчёты. Бородатые статуи в Чичен-Ице «доказывали», по Ле Плонжону, что финикийцы давно посещали Юкатан.
Ле Плонжон не использовал естественнонаучных доказательств для своих выкладок (например, по скорости и глубине выветривания каменных монументов). Вместо этого он заявил, что 36 колонн в Аке символизируют 180-летние календарные циклы и, следовательно, представляли историю 5780 лет, тогда как вся история Египта не превышает двух с половиной тысячелетий, а из этого якобы следует, что египетский царь-объединитель Менес был потомком майя, а Чичен-Ица и Ушмаль были основаны 12 000 лет назад. Как и ранее Вальдек, Ле Плонжон обнаружил на изображениях майя слонов, которых, впрочем, предпочитал именовать «мастодонтами». Это, по мнению Огюста, вновь доказывало древность цивилизации майя, ибо время вымирания хоботных в Америке к тому времени было известно по данным палеонтологии. Наиболее экзотическим было его убеждение, что города классического периода Паленке и Копан не принадлежали цивилизации майя. Он отрицал, что майя практиковали деформацию черепа, а «отвратительные рожи» на барельефах, по его мнению, не могли относиться к «расе майя». Ле Плонжон уверял, что эти города были построены обитателями Таити или других тихоокеанских островов, которые затем населили Индию. Иероглифы классического периода, по его глубокому убеждению, также не являлись письменностью майя, этим объяснялись неудачные попытки Шарне и Рони расшифровать их.
Дешифровку письма майя Ле Плонжон считал сравнительно несложной, если основываться на «алфавите Ланда» и египетской письменности. Более того, постройки, объявленные им тронной залой царицы Му и мавзолеем Акоха, вообще были лишены надписей, но Огюст символически трактовал архитектурные украшения. Впрочем, Ле Плонжон утверждал, что вместе с Элис научился читать иероглифы на древних памятниках «так же легко, как вы читаете латинские буквы на бумаге». Он заявил, что отождествил тотемные иероглифы: черепаха для принца Акоха и поедающая сердце птица — для царицы Му. Он заявил, что «грамматические формы и синтаксис языков майя и египетского языка почти идентичны, в то время как хорошо известно, что египетский язык не имеет родственных связей в Азии или Африке». Соответственно, практически все этимологии древнейших населённых мест по всей Азии и Африки легко выводятся из языка майя, тем более, что «открытия доктора Ле Плонжона доказали, что иератические алфавиты посвящённых жрецов Египта и Майяба (как в древности назывался Юкатан) почти идентичны». Даже греческий алфавит, прочитанный на языке майя, образует стихотворение, повествующее о гибели Атлантиды. В одной из своих статей Ле Плонжон заявил, что Иисус на кресте говорил на языке майя, а не на арамейском. Согласно Огюсту, последние слова «Или, Или! лама савахфани?» (Мф. 27:46) на самом деле звучали «Хело, хело ламах, шабак та ни» (Helo, helo, lamah xabac ta ni) — дословно: «Теперь, теперь гибель, чёрная краска на носу», то есть «Я гибну, тьма у чела моего».
Среди прочих экзотических заявлений Ле Плонжона выделялись рассказы о сосуществовании майя на Юкатане с племенами карликов и великанов. У календарных колонн в Аке Огюста поразили гигантские необработанные камни; о росте людей, которые доставили эти глыбы, свидетельствовала величина каменных ступеней лестницы. В Прогресо ему показали захоронения великанов, но добиться разрешения их разрыть не удалось. На восточном побережье Юкатана супруги Ле Плонжон предположили, что в древности там обитали карлики, ибо храмы на островах были очень малы, а дверные проёмы не превышали трёх футов в высоту. Примерно на одном уровне с этими сообщениями находится вера Огюста в майянскую нумерологию, что геометрическая фигура, образующая статую Чак-Мооля, представляет карту-схему империи майя, и что фигура креста в языческих храмах символизирует Южный Крест, который появляется на небе перед началом сезона дождей. Вера Ле Плонжона в использование майя метрической системы объяснялась тем, что при обмерах храмов только эта система давала целые числа.

## Память. Историография

### Архив
В общей сложности Огюст и Элис Ле Плонжоны выполнили более 2200 фотографий. Их негативы и отпечатки хранятся в Обществе философских исследований в Лос-Анджелесе, Американском музее естественной истории в Нью-Йорке, Музее Пибоди в Гарвардском университете, Исследовательском институте Гетти в Лос-Анджелесе и в коллекции Дональда Диксона (внучатого племянника Элис) в Лондоне. Элис посылала своим родным фото из Мексики, которые образовали альбом с 239 изображениями. Дубликаты оригинальных фотографий из вышеуказанных коллекций хранятся в Центре исследований майя в Барнардсвилле, Северная Каролина. В диссертации и последующих публикациях Лоренса Десмонда были обработаны и каталогизированы 1034 фото. Элис Ле Плонжон завещала оставшийся от Огюста архив своей подруге Мод Блэквелл, у которой документы и фото в 1931 году купил писатель Мэнли Холл. Дневники и переписка Элис Ле Плонжон до 1980-х годов находились в архиве Теософского общества Лос-Анджелеса.
Работы Ле Плонжона большей частью не опубликованы. Большой архив, включающий множество дневников, рабочих экспедиционных журналов и 1200 фотонегативов, с 2005 года хранится в Лос-Анджелесе в музее Гетти. Собрание организовано по пяти секциям и помещено в 63 коробки. В бумагах Огюста сохранились рукописи докладов, прочитанных в Калифорнийской академии наук, профессиональные заметки фотографа, рецепты фотоэмульсии, и тому подобное. Сохранились также печатные издания, к которым прилагались вырезки прессы с рецензиями. В собрании Элис хранятся её полевые дневники и переписка. Также сохранились рисунки и планы, в частности, кальки фресок Верхнего храма ягуаров в Чичен-Ице, выполненные сангиной, кроки, сделанные в Ушмале и Шочикалько.

### Историография
На работы Огюста Ле Плонжона ссылались писатели-оккультисты, такие как Джеймс Чёрчвард, Мэнли Холл и даже Елена Блаватская. Вдохновлённый переводами Ле Плонжона и Брассёра де Бурбура, К. Д. Бальмонт опубликовал в 1910 году сборник «Змеиные цветы». Далеко не все мистики безоговорочно поддерживали труды Ле Плонжона. Писатель-масон Альберт Чёрчвард (брат Джеймса), ознакомившись с рукописями трудов Огюста, критиковал его за неразличение солярного и звёздных культов, тотемистических верований и даже непонимание высказанной критики:

Он лишь обнаружил множество руин храмов, сфотографировал их и расшифровал иероглифы майя. Тем всё и закончилось.
В связи с продажей архива в 1931 году возник вопрос об оценке творческого наследия Ле Плонжона. Мод Блэквелл обратилась к профессиональным майянистам Сильванусу Морли и Франсу Блому. В переписке с руководством Института Карнеги Морли указывал, что ценность теорий Ле Плонжона «равна нулю», однако его фотографии и чертежи из Чичен-Ицы являются важным документом для дальнейшей полевой работы на данном участке. В другом месте Морли подчёркивал, что Ле Плонжон был мистиком, который искренне верил в нумерологию, Атлантиду и тому подобное. Блом был ещё более сдержан, заявив, что наибольшую ценность архиву Ле Плонжона придаёт сам факт его сохранности. Дешифровщик письменности майя Юрий Кнорозов упоминал Ле Плонжона в числе учёных XIX века, которые отстаивали возможность использования «алфавита Ланда» для фонетического чтения иероглифики, но неверно полагали письмо майя чисто алфавитным. Лев Клейн именовал Ле Плонжона «типичным для своей эпохи воинствующим дилетантом и искателем приключений».
Интерес к Ле Плонжону несколько возрос в 1970-х годах, по мере прогресса в майянистике и признания успешности дешифровки письменности, которая позволила переходить к чтению древних текстов. Археолог Роберт Бранхаус (1908—1996) подчёркивал, что Огюст Ле Плонжон был любителем, который чрезмерно преувеличивал собственную значимость и немало способствовал дискредитации профессионалов в области американистики на рубеже XIX—XX веков. Брайан Фейган называл труды Ле Плонжона «эгоцентрическими и скучно написанными», в которых автор жонглировал фактами, ничего не доказал и пришёл к откровенному абсурду. При этом Ле Плонжон искренне считал себя непризнанным гением археологии. Впрочем, Фейган называл его «феноменом своего времени, который пожертвовал богатством и комфортом, чтобы с поразительной целеустремлённостью заниматься археологией». Однако его главной целью была не истина, а известность, и честолюбие Ле Плонжона граничило с самообманом. «Но, в отличие от многих самозваных гениев археологии, он никогда не зарабатывал деньги на своих экстравагантных трудах». Джесси Лернер в своей диссертации также отмечал, что статьи и книги Ле Плонжона написаны «ханжой, который с позиции тайнознания обращается к неверующим глупцам». Независимый исследователь Эдвард Малковский утверждал, что «если бы Ле Плонжон смог воздержаться от теоретизирования, его работа, вероятно, была бы признана великим археологическим достижением».
Со второй половины 1970-х годов архивом Ле Плонжона стал заниматься антрополог Лоренс Гюстав Десмонд (род. 1935), который в 1983 году защитил на основе биографии путешественника докторскую диссертацию. В 1988 году он опубликовал в соавторстве с Филлис Мессенджер монографию «Мечта о майя: Огюст и Элис Ле Плонжон на Юкатане XIX века». Рецензенты отмечали стремление автора ввести в научный оборот ранее не публиковавшиеся источники и в известной степени реабилитировать Ле Плонжона, чьи навыки археолога, по крайней мере, не уступали многим его современникам. В то же время Л. Десмонд не занимался критикой наиболее одиозных теорий Ле Плонжона: «эта задача уже была разрешена ранее, и нет необходимости повторяться». Более того, монография демонстрирует, что и в XIX веке в средствах массовой информации США существовала конкуренция между серьёзными «мейнстримными» учёными и многочисленными авторами сенсационных открытий, не имевших к науке никакого отношения.
В 2009 году Л. Десмонд (совместно с К. Лайонс) выпустил в свет отдельную биографию Элис Ле Плонжон, более половины объёма книги составила публикация её полевых дневников за 1873—1876 годы. По оценке рецензентов, Элис ни в чём не уступала своему супругу и была самостоятельной исследовательницей, первой женщиной, чьи статьи были опубликованы в «Учёных записках Американского общества антикваров».

## Публикации Огюста и Элис Ле-Плонжон

### Огюст Ле Плонжон
- La religión de Jesús comparada con las enseñanzas de la iglesia ó la vida de Jesús autentica del M. R. P. FR. Pedro Gual, ante el tribunal de la razon y de la ciencia :  [исп.] / por Augustus Le Plongeon. — Boston : William White and Co, 1867. — xvi, 360 p.
- Los Jesuitas y el Perú, o, El R. fray Pedro Gual y sus doctrinas en transparencia :  [исп.] / por Augustus Le Plongeon. — Boston : William White and Co, 1869. — xii, 547 p.
- Le Plongeon A. The causes of earthquakes :  [англ.] // Van Nostrand's Electric Engineering Magazine. — 1872. — Vol. 6. — P. 537—544, 557—584.
- Manual de fotografia :  [исп.] / por Augustus Le Plongeon. — New York : Scoville Manufacturing Co, 1873. — x, 226 p.
- Le Plongeon A. Archaeological communication on Yucatan // Proceedings of the American Antiquarian Society. — 1879. — No. 72. — P. 65—75.
- Le Plongeon A., M. D. The ancient records of Yucatan // The Nation. — 1879. — No. 20. — P. 224—225.
- Le Plongeon A., M. D. Recent discovery of Masonic symbols among the ruins of an ancient temple in Mexico // The scarlet book of Free Masonry. — 1880. — P. 509—517.
- Augustus Le Plongeon. Vestiges of the Mayas : or, Facts tending to prove that communications and intimate relations must have existed, in very remote times, between the inhabitants of Mayab and those of Asia and Africa. — New York : J. Polhemus, printer, 1881. — 86 p.
- Le Plongeon A. Mayapan and Maya inscriptions // Proceedings of the American Antiquarian Society (New Series). — 1881. — No. 1. — P. 246—282.
- Le Plongeon A. An interesting discovery. A temple with Masonic symbols in the ruined city of Uxmal // Harpers Weekly. — 1881, December 17. — P. 851—852.
- Le Plongeon A. Maya alphabet // Scientific American. — Supplement 474. — 1885, January 31. — P. 7572-7573.
- Le Plongeon A. The horse at Kabah // Scientific American. — Supplement 480. — 1885, March 14. — P. 7668-7669.
- Sacred Mysteries Among the Mayas and the Quiches 11,500 years ago — Their relation to the sacred mysteries of Egypt, Greece, Chaldea and India. Free masonry in times anterior to the temple of Solomon / by Augustus Le Plongeon. — New York : R. Macoy, 1886. — xvi, 163 p.
- Le Plongeon A. Queen Móo and the Egyptian sphinx. — New York : Published by the author, 1896. — lxv, 277 p.

### Элис Ле Плонжон
- Le Plongeon A. D. Here and there in Yucatan : miscellanies. — New York : J. W. Bouton, 1886. — 146 p.
- Le Plongeon A. D. Queen Moo’s Talisman; the Fall of the Maya Empire. — New York : Peter Eckler, 1902. — xxiii, 25—82 p.
- Le Plongeon, Alice. AUGUSTUS LE PLONGEON, M. D. L. L. D // Journal de La Société Des Américanistes. — 1909. — Vol. 6, no. 1/2. — P. 276—279. — JSTOR 44394669.